# Gelre FM
Gelre FM was een publieke omroep voor de gemeente Oost Gelre in de Achterhoek. Vanaf juli 2021 is Gelre FM verder gegaan als 1Achterhoek, een fusie samen met andere omroepen uit de streek. 
Gelre FM was in de hele Achterhoek te beluisteren via de ether, de kabel, glasvezel, DAB+ en online. Er werd wekelijks 83 uur aan gepresenteerde radioprogramma's uitgezonden op het station, welke 24/7 uitzond. 

## Nieuws
Op Gelre FM werd elke dag aandacht besteed aan het lokale nieuws uit de Achterhoek. Op werkdagen werd tussen 07.30 uur en 17.30 uur elk uur een bulletin met lokaal nieuws uitgezonden.

## Themakanaal
Gelre FM was ook eigenaar van het doelgroepgerichte Leuk.FM. Op deze zender, tevens te beluisteren in de ether, wordt vooral Nederlands en Duitstalige muziek gedraaid. Leuk.FM zendt uit op FM 106.9 in Oost Gelre. 

## Trivia
- Gelre FM werkte inhoudelijk samen met Omroep Gelderland, A-FM en LokaalGelderland.
- De meeste programma's op de zender waren niet live, maar werden doormiddel van voicetrack vooraf opgenomen.
- Gelre FM deed jaarlijks uitgebreid verslag van Bloemencorso Lichtenvoorde.